# Harald Tscherne
Harald Tscherne (* 20. Mai 1933 in Graz) ist ein österreichischer Unfallchirurg und Emeritus.

## Leben und Wirken
Tscherne wuchs in Graz auf und studierte Medizin von 1951 bis 1957 an der Karl-Franzens-Universität Graz. Bereits in seinen klinischen Semestern war er mit 1.200 Einsätzen als „Rettungsarzt“ tätig. 1957 begann er seine chirurgische Ausbildung im Unfallkrankenhaus Graz bei Walter Ehalt und wechselte 1960 zu Franz Spath an die Chirurgische Universitätsklinik Graz. Nach Weggang des unfallchirurgischen Oberarztes wechselte Harald Tscherne in die Unfallchirurgie. Zwischen 1964 und 1965 arbeitete er in St. Gallen an der Klinik für Orthopädie und Traumatologie bei Maurice Edmond Müller. Nach Rückkehr an die Universitätsklinik Graz führte er dort die AO-Operationstechnik ein und etablierte eine Schwerverletzten-Wachstation. 1969 wurde er Initiator und Gründungsmitglied der AO-Österreich und Organisator des ersten Österreichischen AO-Kurses mit Müller, Allgöwer und Willenegger. Nach Einreichung seiner Habilitationsschrift und noch vor Abschluss des Verfahrens erhielt er den Ruf als Universitäts-Professor für Unfallchirurgie an der noch jungen Medizinischen Hochschule Hannover.
Im November 1970 wurde er Direktor der Unfallchirurgischen Klinik an der Medizinischen Hochschule Hannover und erster Ordinarius für Unfallchirurgie in Westdeutschland. Dort baute er ein Unfallzentrum mit integriertem Rettungshubschrauber und Notarztwagen auf, das bald internationale Beachtung fand. Dieses leitete er bis zu seiner Emeritierung im Jahr 2000. Der Lehrstuhl wurde anschließend von seinem Schüler, Christian Krettek, übernommen.
Mit 46 Habilitationen, 55 gewählten Chefärzten für Unfallchirurgie und 14 Ordinarien für Unfallchirurgie in Deutschland, Österreich und der Schweiz war er am Department Chirurgie der MHH neben Hans Georg Borst (Herz-, Thorax- und Gefäßchirurgie), Rudolf Pichlmayr (Abdominal- und Transplantationschirurgie) und Alfred Berger (Plastische, Hand- und Wiederherstellungs-chirurgie) die zentrale Persönlichkeit zur Entwicklung der modernen Unfallchirurgie und kann als Begründer der Unfallchirurgie auf universitärer Ebene gelten. Seine Forschungsschwerpunkte umfassten das präklinische und klinische Polytrauma-Management, den traumatischen Schock, Osteosynthese-Techniken, offene Frakturen, das Kompartmentsyndrom, die Beckenchirurgie und die Verkehrsunfallforschung.
Tscherne war bis zur Emeritierung Herausgeber und Mitherausgeber zahlreicher nationaler und internationaler wissenschaftlicher Zeitschriften, Autor und Co-Autor von 1.100 wissenschaftlichen Publikationen und Editor des 12-bändigen Werkes Tscherne Unfallchirurgie. Neben verschiedenen Präsidentschaften, nationalen und internationalen Ehrungen, Ehrenmitgliedschaften, dem Bundesverdienstkreuz I. Klasse der Bundesrepublik Deutschland und dem Hans-Dietrich-Genscher-Preis findet zu seinen Ehren seit 2022 beim Deutschen Kongress für Orthopädie und Unfallchirurgie in Berlin jährlich die Harald Tscherne Honorary Lecture statt.

## Ehrungen
- Präsident der Deutschen Gesellschaft für Unfallchirurgie (1979)
- Präsident der European Society for Trauma an Emergency Surgery, Expo 2000
- Korrespondierendes Mitglied der Orthopedic Trauma Association (USA)
- Ehrenmitglied der Arbeitsgemeinschaft für Osteosynthesefragen
- Ehrenmitglied der Deutschen Gesellschaft für Chirurgie (2001)